# Den store Gevinst (film fra 1911)
 For alternative betydninger, se Den store Gevinst. (Se også artikler, som begynder med Den store Gevinst)
Den store Gevinst er en dansk stumfilm fra 1911 produceret af Biorama. Filmens instruktør er ukendt.
Filmen havde dansk premiere i Biograf-Theatret den 15. september 1911, hvor den blev vist sammen med en anden Biorama-produktion Cowboyens Kæreste.

## Handling
En forhenværende landmand og ny rentier, giver sine tjenestefolk julegaver og giver i den forbindelse en lodseddel til landbrugslotteriet til sin kokkepige Stine. Hovedgevinsten er et landbrug med fuld besætning. Stine bliver først skuffet over gaven, men da giveren og tjenestekarlen Klaus forklarer hende om mulighederne bliver hun glad igen. På et tidspunkt køber Klaus lodsedlen fra Stine, der er skuffet over, at hun intet har vundet, og kort efter kommer den store gevinst ud uden at Stine bemærker dette. Den gamle landmand har dog også fulgt med i trækningerne på lodseddelen, og da han ser, at den er trukket ud til hovedgevinsten, forsøger han at smigre sig ind hos den intetanende Stine. Han ender med at fri til hende, og de bliver gift. Landsmanden spørger ind til gården, og sagens sammenhæng går op for Stine. I det øjeblik kommer Klaus ind på scenen, og han viser parret rundt på hans nye gård.

## Medvirkende
- Marius Berggren, Klaus, gårdskarl
- Cajus Bruun, Proprietær Madsen